# Косяк (село)
Косяк (укр. Косяк) — село на Украине, находится в Емильчинском районе Житомирской области.
Код КОАТУУ — 1821783203. Население по переписи 2001 года составляет 19 человек. Почтовый индекс — 11213. Телефонный код — 4149. Занимает площадь 0,38 км².

## Адрес местного совета
11213, Житомирская область, Емильчинский р-н, с.Кривотин

## Особенность
- С давних времён в деревне проводился уникальный конкурс «Сальница». В день праздника кололи самых больших свиней кололи, и из каждого дома выходил самый сильный член семьи для участия в конкурсе. Все участники становились вокруг большого стола , на котором лежало сало, и по команде начинали есть, выигрывал тот кто съест больше всех. Считалось что тот кто побеждал в конкурсе получал крепкое здоровье для своей семьи на весь год.